# Nokia X5
Le Nokia X5 est un téléphone mobile de Nokia. Il a été commercialisé en 2010 en Chine pour China Mobile car il utilise un réseau TD-SCDMA (équivalent de la 3G en Chine).

## Caractéristiques
- Système d'exploitation Symbian OS S60 v3
- GSM/EDGE/3G
- Appareil photo numérique de 5 Mégapixels
- Double Flash DEL
- Vibreur
- DAS : ? W/kg.